# Chrastavec
Chrastavec är en ort i Tjeckien.   Den ligger i regionen Pardubice, i den östra delen av landet, 160 km öster om huvudstaden Prag. Chrastavec ligger 460 meter över havet och antalet invånare är 252.
Terrängen runt Chrastavec är platt åt nordost, men åt sydväst är den kuperad. Runt Chrastavec är det ganska tätbefolkat, med 120 invånare per kvadratkilometer. Närmaste större samhälle är Svitavy, 15,5 km norr om Chrastavec. I omgivningarna runt Chrastavec växer i huvudsak blandskog.